# Vaarwel (Godelieve Smulders)
Vaarwel is een artistiek kunstwerk in Amsterdam-West, Spaarndammerbuurt.
In het beeld van Godelieve Smulders wordt aan twee historische gebeurtenissen gerefereerd. Het eerste verwijst naar de tijd dat deze wijk nog helemaal niet was gebouwd. Rond 1890 werd aan de zuidelijke rand van de wijk gewerkt aan de bouw van de Maria Magdalenakerk van Pierre Cuypers. De bij die kerk behorende begraafplaats strekte zich uit vanaf de kerk tot het Westerkanaal. Dat was kennelijk niet goed genoeg ingepland want al vanaf 1907 (doorgaand tot 1924) werden delen van de begraafplaats geruimd ten behoeve van woningbouw aan de Spaarndammerstraat en Westzaanstraat. In 1956 verdween het laatste graf; de kerk hield het niet veel langer vol; ze werd in 1967/1968 gesloopt (restanten zijn nog te vinden in het Domela Nieuwenhuisplantsoen). Een tweede basis vormt een in de Westzaanstraat neergestorte Amerikaanse bommenwerper op 22 maart 1944. Op Westzaanstraat 61 is er een plaquette van deze gebeurtenis te zien.
Het beeld annex monument bestaat uit een uit diverse segmenten opgebouwde granieten zuil. De segmenten omschreef de kunstenares als kralen, symbool voor leven (ontstaan, groeien en wegvliegen). De laatste kraal van brons met bladgoud vormt het vliegtuig met daarop een persoon, die al zwaaiend afscheid neemt. Aan de onderzijde van de vleugels is te lezen Wij Ook. Het beeld staat aan de westrand van het Westzaanplantsoen aan de Westzaanstraat.